# Edgar Vidale
Edgar Vidale est un entraîneur trinidadien de football, qui a dirigé les Soca Warriors à plusieurs reprises.